# Inès Lamunière

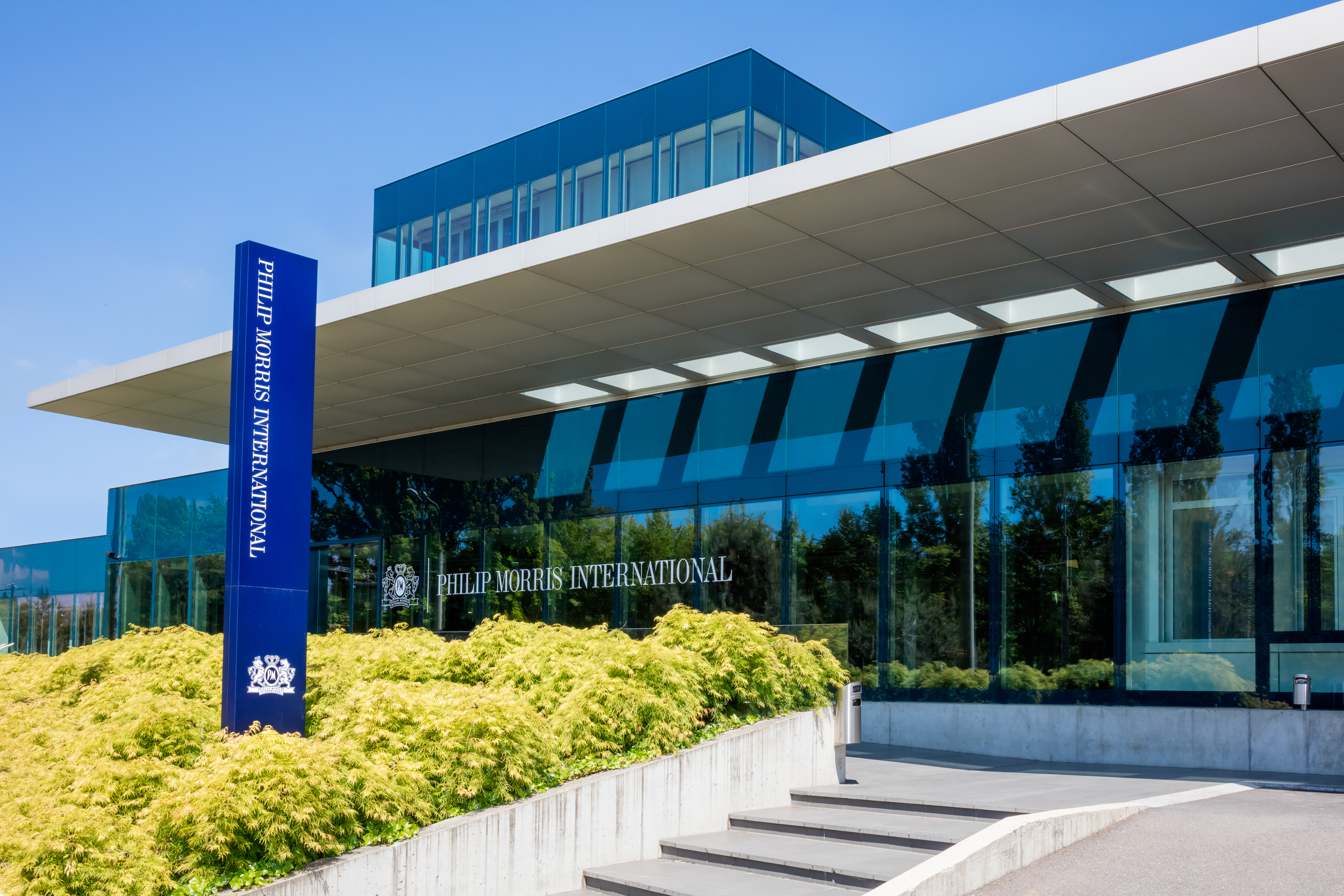
Centrum operacyjne Philip Morris w Lozannie

Inès Lamunière (ur. 25 października 1954 w Genewie) – szwajcarska architekt.

## Życiorys
Ines Lamunière jest córką architekta Jean-Marc Lamunière. W 1980 roku ukończyła studia w zakresie architektury naPolitechnika Federalna w Lozannie Politechnice Federalnej w Lozannie. Pracowała jako asystentka w Eidgenössische Technische Hochschule Zürich, a następnie (od 1994) – w Politechnice Federalnej w Lozannie.
Od 1 września 2008 jest przewodniczącą School of Architecture w EPFL.

## Publikacje
- Le Corbusier à Genève, Payot, Lozanna 1987
- Das Wettbewerbsprojekt für den Völkerbundspalast in Genf 1927, GTA-ETH, Zurych 1987
- Bellerive-Plage, projets et chantiers, Payot, Lozanna 1997
- La construction de l´immeuble "Clarté" à Genève, Gilli-Mendrisio, Mediolan 1999
- Fo(u)r cities, PPUR, Lozanna 2004
- Habiter la menace, PPUR, Lozanna 2006